# 横手市雪となかよく暮らす条例
横手市雪となかよく暮らす条例（よこてしゆきとなかよくくらすじょうれい、平成17年横手市条例第16号）は、雪を「暮らしにうるおいを与えてくれる自然の恵み」とし、市民の雪との共生・共存を目的とする秋田県横手市の条例。

## 概要

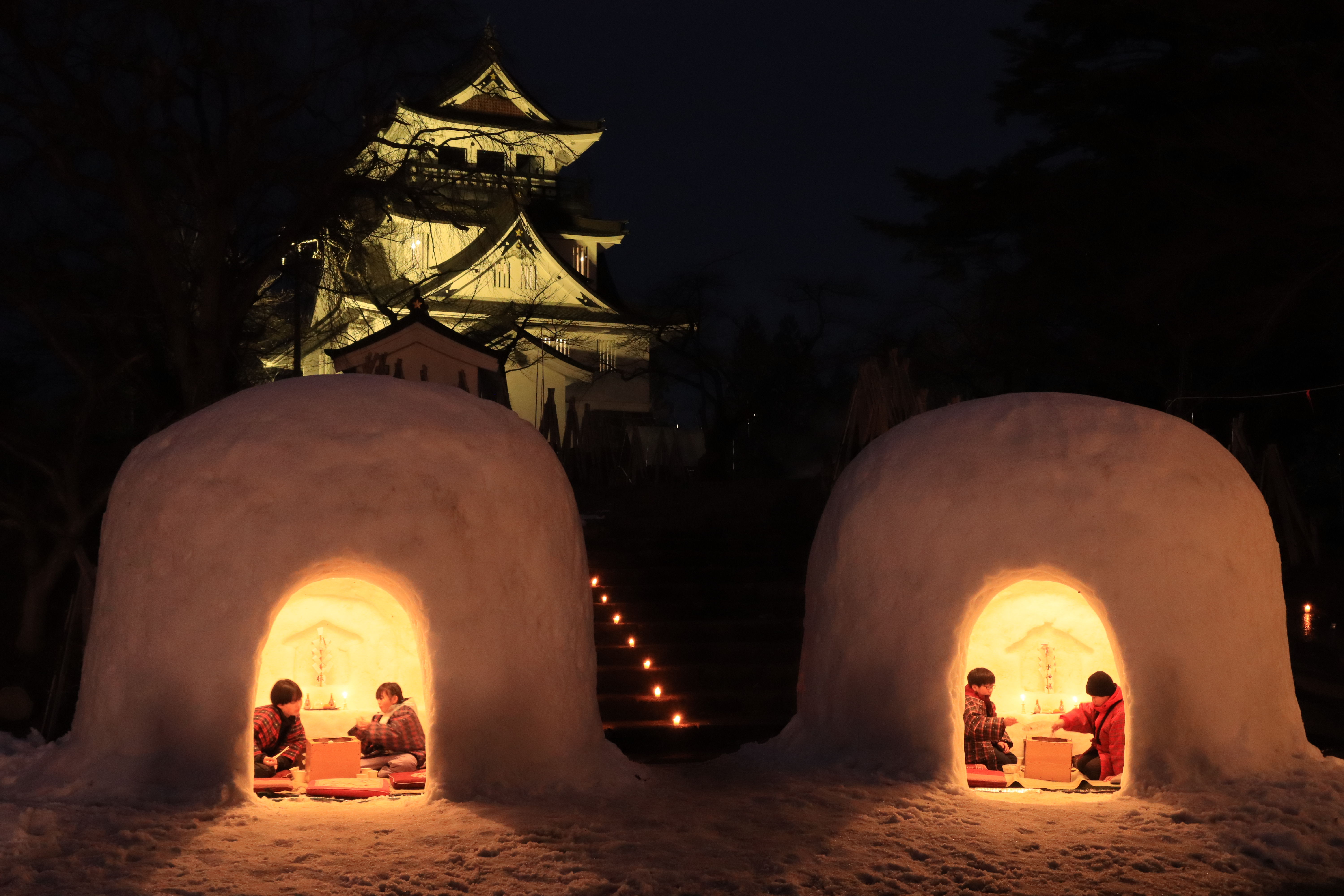
横手市の冬の伝統行事「かまくら（横手の雪まつり）」の様子

横手市は日本有数の豪雪地帯で、昭和48年豪雪では2.5メートルもの雪が降り積もったこともあった。人口が密集する市街地でも豪雪に見舞われるため、屋根の雪下ろしを始めとした除雪への負荷が大きく、特に高齢化が進む横手市のような地方自治体では、悩みの種となっている。
ただ、雪は地域経済活動の支障となる反面、大切な水資源であり、雪国特有の文化を育む源であるとし、市民の意識を変えることを目的に条例が制定された。旧横手市にて2001年（平成13年）に制定されていたものを、市町村合併（2005年10月1日）後の（新）横手市へ引き継ぎ、2005年（平成17年）10月1日に施行された。
条文では、「暮らしにうるおいを与えてくれる自然の恵みとして雪を積極的に受け入れ、雪を生かし、市と市民、事業所が一体となって快適なまちづくりを進め、魅力のある雪国を創ることを目的」としている（条例1条）。
この条例に基づき、市では雪と市民の距離を近づけるため、「利雪・親雪・克雪」をキーワードに様々な取り組みを行っている。横手市朝倉町にある「あさくら館（朝倉地区交流センター）」では、雪冷房と呼ばれる雪を使った冷房システムがあり、県内で初めて公共施設に導入された。また、市では「雪と親しむ日」を設け、かんじきを履いて雪道を歩く「かんじきウォーキング」や、雪中宝探し、あまえこかき氷早食いなど、雪に関するイベントを企画・実施している。横手市を代表するイベントである「横手の雪まつり」もその一つで、伝統行事のかまくらやぼんでんの他、市民がミニかまくら作りに参加できるようにするなど雪へ親しむ機会が設けられている。
その他、高齢者に対する雪下ろし支援事業など、雪の克服にも力を入れている。

## 内容
条例は全7条からなる。
- 第1条（目的）
- 第2条（市の役割） - 雪と親しみ、雪を楽しむ考え方で、雪のない地域と同じまちづくりをするのではなく、雪と共生し、及び共存するまちづくりを進める
- 第3条（市民の役割） - お互いに助け合い、冬を元気に楽しく暮らすために、創意と意欲を持つ
- 第4条（事業所の役割） - 地域の模範として雪国のマナーやルールを守り、地域に貢献する
- 第5条（市民委員会） - 雪に関心の高い市民などが自由に参加できる市民委員会を開催する
- 第6条（表彰） - 独創的で他の模範となる雪国の暮らしを創意工夫する活動を行い、元気な地域づくりに寄与していると認められる市民や事業所などに対し、賞を贈り、推奨する

本条に基づいて表彰された者は雪国マイスターとして認定され、その者は本条例の普及に努めるものとされている（本条例推進要綱第8条）。これまでに雪国マイスターと認定された者は、かまくら作りの第一人者・名人や、かんじきマラソンを行っている団体、やかんを使ったカーリングである「や・カーリング」を行っている区などがある。
- 第7条（委任）